# Двоє і одна
«Двоє і одна» (рос. «Двоє и одна») — радянський художній фільм режисера  Едуарда Гаврилова 1988 року.

## Сюжет
Безглузда смерть жінки — матері дівчинки Ольги об'єднала однією долею трьох героїв фільму: шестирічну дочку Ольгу, офіційного батька дівчинки Ольги (він дізнався про існування біологічної дочки тільки після смерті матері) і малознайомого чоловіка, з яким мати Ольги познайомилася незадовго до своєї безглуздої трагічної загибелі.

## У ролях
- Георгій Бурков —  Всеволод Іванович Фролов (дядько Хлор), фотокореспондент газети «Вперед»
- Маша Комаринська —  Оля Корякіна
- Олена Майорова —  Валентина, мати Олі
- Юрій Астаф'єв —  Андрій Корякін, тато Олі
- Надія Федосова —  баба Маша
- Вадим Захарченко —  Лапкін, редактор газети
- Юрій Бєлов —  працівник кладовища
- Анна Фроловцева —  колега Фролова по службі
- Марія Виноградова —  сусідка Фролова
- Юрій Саранцев —  родич Валентини
- Віра Петрова —  родичка
- Наталія Хорохоріна —  Рита, сусідка Корякіна по гуртожитку
- Віктор Філіппов —  епізод

## Знімальна група
- Автор сценарію:  Галина Щербакова
- Режисер:  Едуард Гаврилов
- Оператор: Інна Зараф'ян
- Художник: Євген Штапенко
- Композитор: Володимир Львовський